# Bitva o Konotop
Bitva o Konotop bylo vojenské střetnutí v únoru 2022 mezi ozbrojenými silami Ukrajiny a ozbrojenými silami Ruské federace o město Konotop nacházející se v Sumské oblasti.

## Průběh
Samotná bitva začala již 24. února, tedy první den ruské invaze na Ukrajinu.
Ruské invazní jednotky se několik kilometrů před městem nejprve zastavily kvůli problémům se zásobováním. Město bylo posléze během bitvy po několik hodin obléháno, ukrajinská armádě se nicméně podařilo s městem za těžkých ztrát nakrátko opět navázat spojení. O několik hodin později jej obsadily jednotky ruské armády. Podle svědeckých výpovědí probíhaly boje i v centru města. Starostovi města měli poté Rusové vyhrožovat jeho zničením, pokud se okupačním silám nepodvolí.
Město bylo v průběhu okupace jedním z klíčových bodů na cestě do hlavního města Kyjeva, které se ruská armáda snažila v té době dobýt. Vzhledem k této skutečnosti tak nebylo město okupováno ruskou armádou jako některá jiná města, Rusové jím po dobu okupace zpravidla pouze projížděli a po dobu okupace na radnici stále visela ukrajinská vlajka. Starosta města uzavřel s invazními jednotkami dohodu, v rámci které na oplátku souhlasil s neútočením místních obyvatel na projíždějící ruské jednotky.

### Konec okupace
Město bylo okupováno až do začátku dubna 2022, kdy došlo ke stažení ruských jednotek z celé oblasti severní Ukrajiny a celou oblast včetně města samotného získala opět pod svou kontrolu ukrajinská armáda. I po konci okupace bylo město po dobu trvání ruské invaze ostřelováno.

## Galerie

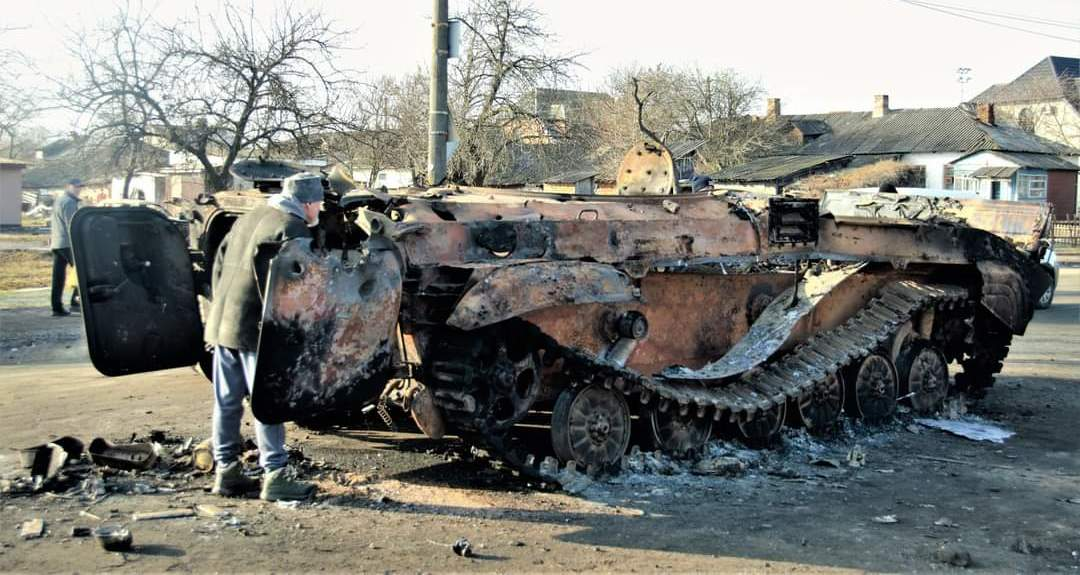
Zničený tank
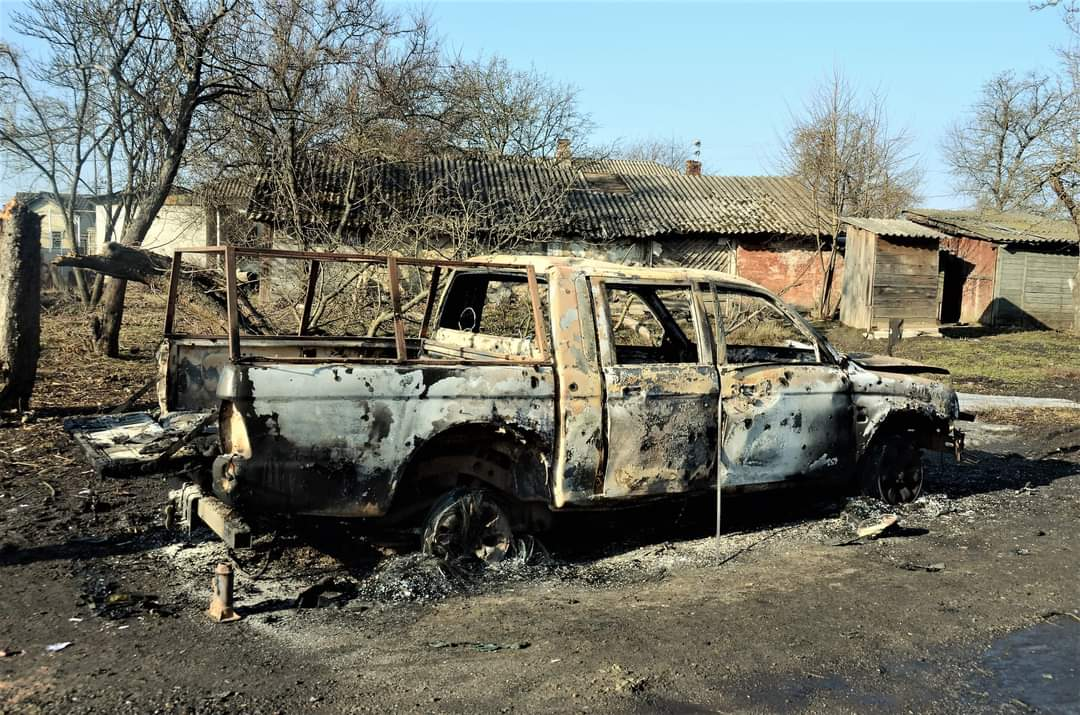
Zničené vozidlo
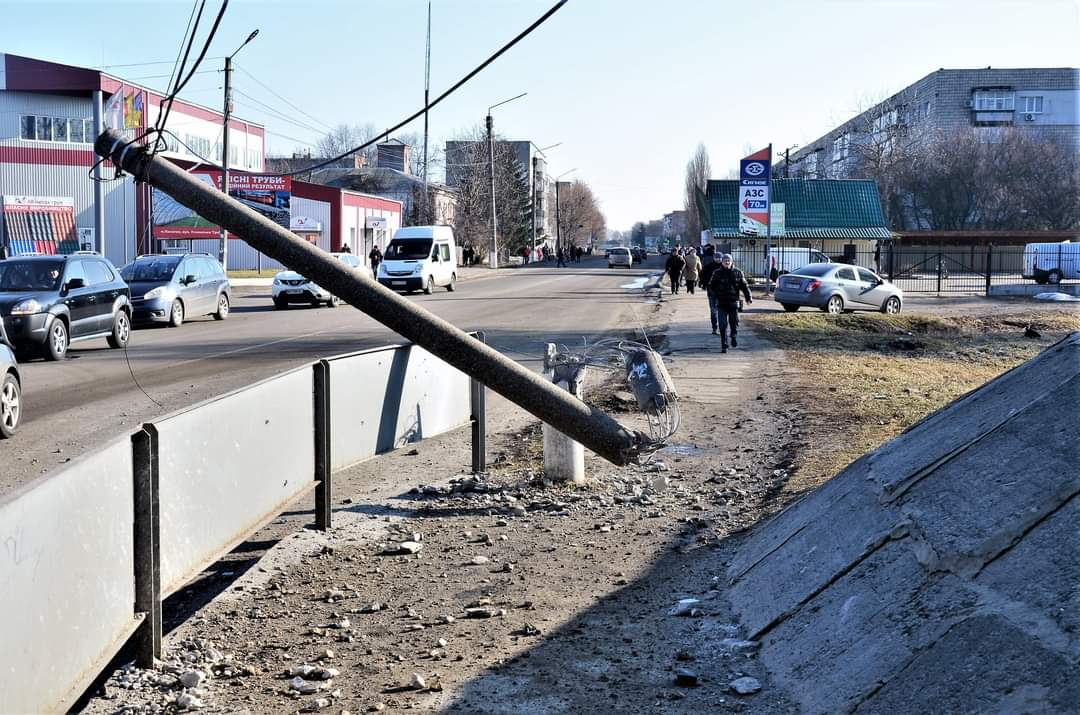
Zničené elektrické vedení
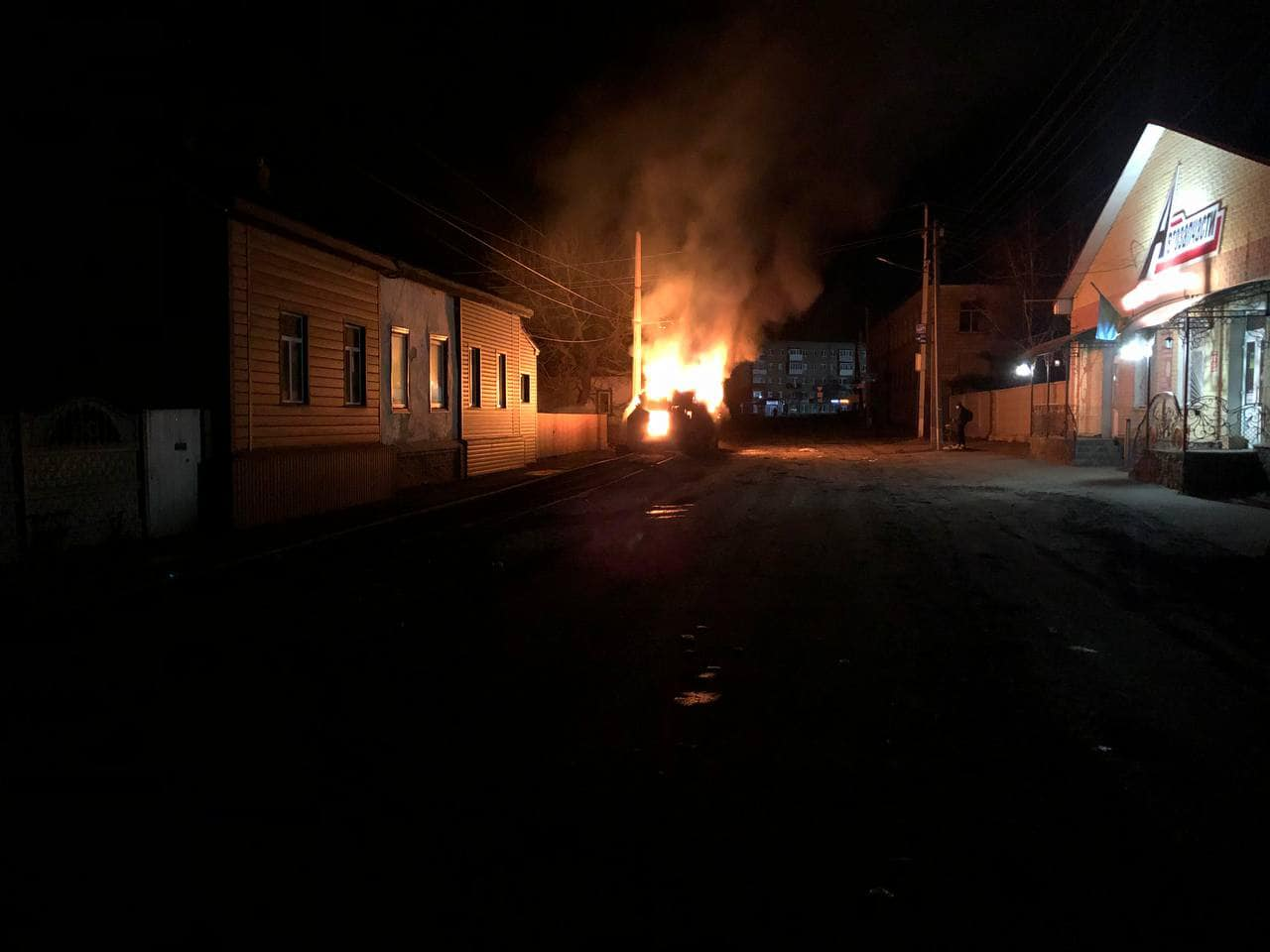
Hořící tank